# Велика армия
Великата армия (на френски: Grande Armee) е основната военна сила на Франция по време на Наполеоновите войни, създадена през 1805 г.
Състояла се е предимно от французи, но и от много наемни войници, най-вече нидерландци, поляци и австрийци. Първоначално в нея влизали 6 корпуса войници, като 4 от тях са били под френско командване, а другите 2 – под австрийско и полско. С времето силата и числеността ѝ нарастват неимоверно и в началото на войната срещу Русия тя е най-многобройната армия в Европа.
Когато Наполеон започва разширяването на своята империя, Великата армия прегазва Австрия. С времето нейната численост расте и през юни 1812 мощта ѝ е ненадмината. Първото ѝ поражение е нанесено по време на войната срещу Шестата коалиция. След тази загуба френските войски намаляват, и в крайна сметка претърпяват тежко поражение от руснаците. От близо 600 000 души войска оцеляват едва няколко хиляди. През 1813 Великата армия е окончателно победена. Наполеон събира втора Велика армия, но тя никога не успява да достигне числеността на първата.

## Организация
Добрата организация е една от основните причини за успехите на Великата армия. Тя е била съставена от 5 до 7 корпуса, всеки от които е действал самостоятелно и е включвал всички войскови елементи. Числеността на персонала в корпусите е била между 10 000 и 50 000 души, но най-често броят на войниците е бил около 30 000. В зависимост от важността и задачата те са били командвани от маршал или генерал-майор (General de Division), на които Наполеон често е предоставял свобода на действие.
Всеки корпус е бил съставен от дивизии, всяка наброяваща между 4000 и 6000 души. Те са се състояли от 2 или 3 бригади, всяка от които има два полка. Към дивизиите е имало артилерийска бригада от 3 или 4 батареи, а всяка батарея е включвала 4 оръдия и две гаубици – общо 18 или 24 оръдия.
Понякога кавалерийските единици са били отделяни в собствени малки корпуси, за да не бъде забавено действието им от пехотата.

## Състав

### Императорска гвардия
Това е най-елитното формирование в армията. Тя е основана през 1800 година като полк, който бързо се разраства и достига числеността на редовна армия през 1805 г. Императорската гвардия (Garde Impériale) се състои от най-верните на императора войници, сражавали се в няколко кампании. Според Наполеон, гвардията е пример за всички останали формирования на Великата армия. Основни звена са гвардейската пехота и гвардейската кавалерия, които понякога са подсилени с артилерийски формирования.
| Численост на Императорската гвардия | Численост на Императорската гвардия |
| Година                              | Войници                             |
| ----------------------------------- | ----------------------------------- |
| 1800                                | 3000                                |
| 1804                                | 8000                                |
| 1805                                | 12000                               |
| 1810                                | 56000                               |
| 1812                                | 112000                              |
| 1813                                | 85000 (предимно Млади гвардейци)    |
| 1815                                | 28000                               |

#### Пехота на Гвардията
състояща се от три вида войски:
- Стара гвардия (Vieille Garde) – най-елитните ветерани от Имперската гвардия, сражавали се в 3 до 5 войни. Старата гвардия се дели на два полка:
  - Пехотни гренадири на Императорската гвардия (Grenadiers à Pied de la Garde Impériale)
Гвардейските гренадири са най-опитните бойци в цялата наполеонова армия, като някои от тях са служили в повече от 20 кампании. Изискванията за присъединяване към тази част са изключително строги – войниците не бива да са служили по-малко от 10 години, трябва да имат военни отличия и да са с ръст над 178 сантиметра. Гвардейската гренадирска пехотна част се е включвала в бойните действия най-рядко, но винаги се е представяла отлично.
  - Пехотни ловци на Императорската гвардия (Chasseurs à Pied de la Garde Impériale)
Тези войници са наречени така, защото са обучени само в прецизна стрелба с мускети. Критериите за набор са същите като при гренадирите, но изискването за височина е сведено до 172 см. Униформата им се е състояла от дълго, тъмносиньо палто с червени еполети и зелени/бели ревери, тъмносини панталони и шапка от меча кожа. Подобна е била и униформата на гренадирите.
- Средна гвардия (Moyenne Garde) – това са войници, сражавали се в 2 или 3 войни.
  - Стрелци (Фузилиери)-ловци (Fusiliers-Chasseurs)
Това са най-добре обучените гвардейски пехотинци. От всички формирования фузилиерите-ловци се сражават най-активно. Този полк на Гвардията е създаден през 1806 година и е разпуснат през 1814. Войниците са въоръжени с мускет Шарлевил от 1777 година, байонет и къся сабя. Облеклото им е съставено от тъмносиньо палто със зелени еполети и бели ревери и тъмносиньо шако. Панталоните им са били кафяви или сини.
  - Фузилиери (Стрелци)-гренадири (Fusiliers-Grenadiers)
Гренадирите практически не се различават от ловците по бойни умения и формации. Единствената разлика между двете формирования е, че гренадирите са повече на брой и са сформирани малко по-късно – през 1807. Разпуснати са същата година както ловците. Еполетите на униформите им са червени, а панталоните им са бели. Въоръжението е същото.
  - Моряци  (Marins de la Garde)
Моряшката част е била предвидена да бъде екипаж на корабите, с които Великата армия е щяла да окупира Великобритания. Тъй като инвазията не се състои, моряците биват намалени по численост, но не са елиминирани като звено на Армията. Въоръжението им включва същия мускет Шарлевил с байонет както и пистолет.
- Млада гвардия (Jeune Garde) – състояла се е от войници, сражавали се в една война, както и от най-добрите наборници и доброволци.
  - Егери-Гренадири (Tirailleurs-Grenadiers)
Младата гвардия е сформирана през 1808 година, когато Наполеон нарежда най-високите, силни и интелигентни мъже от новите попълнения да се групират в редиците на това формирование. По-високите войници сформират гренадирската част, в чийто състав влизат и някои ветерани от Средната и Старата гвардии с цел повдигане на духа и подобряване на тактическите умения. Униформата на тези бойци се е състояла от тъмносиньо палто с червени еполети и бели ревери, както и шако с червени ленти.
  - Ловци-Егери (Tirailleurs-Chasseurs)
Това формирование се е състояло от по-ниски наборници и е имало по-скоро разузнавателни функции. Единствената разлика между гренадирите и ловците е бил цветът на еполетите – при последните той е бил зелен.

##### Гвардейска кавалерия
- Конни гренадири на Императорската гвардия (Grenadiers à Cheval de la Garde Impériale)
- Стрелци-ездачи на Императорската гвардия (Chasseurs à cheval de la Garde Impériale)
- Елитна жандармерия (Gendarmerie d’Elite)
- Мамелюкски ескадрон (Escadron de Mamelukes)
- Леки конници меченосци на Императорската гвардия (Chevau-Légers-Lanciers de la Garde Impériale)
- Драгуни на императрицата (Dragons de l’Impératice)

#### Пехота

##### Фронтова линия
- Фузилиери
- Гренадири
- Стрелци

##### Лека пехота
- Ловци
- Карабинери
- Леки стрелци

#### Кавалерия

##### Тежка кавалерия
- Кирасири
- Драгуни
- Конни карабинери

##### Лека кавалерия
- Хусари
- Конни ловци
- Пиконосци